# Ludovico Paganini
Ludovico Paganini (Pozzolo sul Mincio, Italia, 1883-Santa Fe, Argentina, 20 de mayo de 1957) fue un pintor italiano radicado desde su niñez en la ciudad de Santa Fe. Es reconocido por su maestría en el paisajismo de impronta impresionista.

## Biografía
Nacido en 1883 en Pozzolo sul Mincio, una fracción perteneciente a la provincia de Mantua, partió hacia Argentina junto a su madre cuando era pequeño. Ya radicado en Santa Fe, empezó a tomar clases en academias de arte locales en las que tuvo como profesores a Cingolani y Stafolani en dibujo, o a Marinaro en decoración, todos estos en la escuela nocturna de la Unione e Benevolenza (años después Dante Alighieri). Expandió asimismo su conocimiento en las academias de Reinares y en las de Cavedo, y en el taller de José María D'Annunzio. Para subsistir, puso una empresa de pinturas de casas, en calle San Jerónimo entre La Rioja y Tucumán, y un negocio de pinturería. En 1922 instaló la primera fábrica de espejos e inauguró así en Santa Fe la producción de vidrios pintados.
Se casó en 1928, se fue de luna de miel a Italia y permaneció dos años en Génova, donde nació uno de sus hijos. También recorrió diferentes museos y talleres de pintura, estudió con destacados maestros y adhirió al impresionismo. A su vuelta a Santa Fe, llevó como novedad la pintura con espátula, lo que le valió las críticas de sus compañeros, quienes sostenían que eso no era pintar. Sin embargo, Paganini defendió el uso de esta técnica alegando que era una técnica rápida propia del impresionismo, y que lograba lo que él quería. Sus temas fueron, en especial, lo referido al agua, ya sea el río, el puerto, el paisaje costero, la isla, entre otros escenarios, además de los suburbios de la ciudad tanto como de las flores. Obras dedicadas al puente colgante o a la fragata Sarmiento son muy apreciadas.
Se hizo gran amigo de Francisco Puccinelli, a quien introdujo en el mundo artístico al presentar una muestra conjunta, la primera para Puccinelli. Realizó dos exposiciones en la galería Müller de Buenos Aires, otras tantas en Santa Fe y luego en Rosario y obtuvo numerosos premios y reconocimientos. Fue el iniciador de la corriente paisajística sobre Rincón, en ese entonces, un pueblo cercano a la ciudad de Santa Fe, a quien siguió Puccinelli, Luis León de los Santos y Matías Molinas, entre otros. También enseñó dibujo, pintura y artesanía en primera Escuela de Dibujo que había fundado en 1823 Fray Francisco de Paula Castañeda en Rincón, y fundó la Casa del Artista en Santa Fe en 1927, de la que fue residente de 1939 a 1941 y de 1948 a 1950.
Falleció el 20 de mayo de 1957 en la ciudad de Santa Fe. Al sepelio asistieron funcionarios del gobierno y los principales artistas de la ciudad.